# 高家岁站
高家岁站位于辽宁省本溪市溪湖区，为沈丹铁路上的一个火车站。
距离沈阳站66公里，丹东站211公里，隶属沈阳铁路局管辖。现为四等站。